# 亞布盧尼齊亞河 (布魯斯圖良卡河支流)
亞布盧尼齊亞河（烏克蘭語：Яблуниця），是烏克蘭的河流，位於該國西部外喀爾巴阡州，屬於布魯斯圖良卡河的支流，流經佳切夫區，河道全長13公里，流域面積61.3平方公里。